# Gonioctena quinquepunctata
Gonioctena quinquepunctata là một loài bọ cánh cứng trong họ Chrysomelidae. Loài này được Fabricius miêu tả khoa học năm 1787.

## Hình ảnh

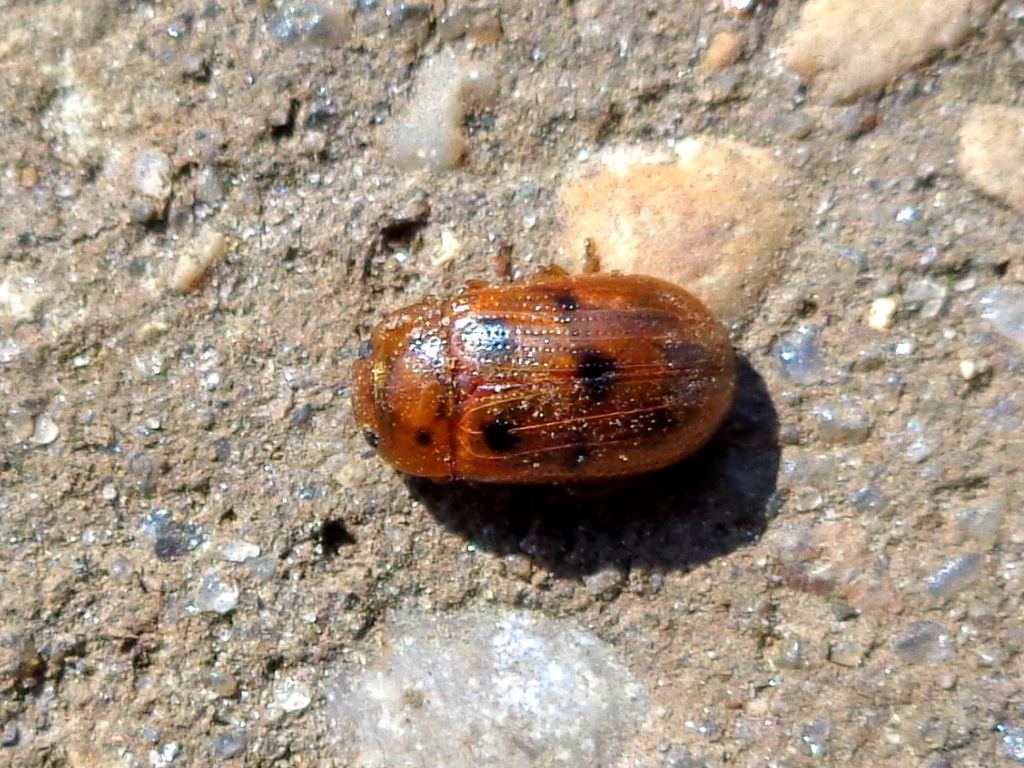